# ムーンライト高知
ムーンライト高知（ムーンライトこうち）は、西日本旅客鉄道（JR西日本）・四国旅客鉄道（JR四国）が京都駅 - 高知駅間を東海道本線・山陽本線・宇野線・本四備讃線（瀬戸大橋線）・予讃線・土讃線経由で運行していた臨時快速列車である。

## 概要
JR化後の1989年8月1日に運転を開始。主に夏期や年末年始の多客時に設定され、一時は毎週末に運行されていたが、2005年以降では最繁忙期（ゴールデンウィーク、お盆など）とその前後数日に運転日が限定されていた。2008年度冬季を最後に運転が取りやめとなり、使用機関車が2009年末に、客車も2010年4月末までに廃車となった。

## 廃止当時の運行概況
京都駅 - 岡山駅間は「ムーンライト山陽」と、京都駅 - 多度津駅（運転停車）間は「ムーンライト松山」と併結して運行されていた。これは、臨時列車とはいえ夜間に運行されることから、貨物列車などの運行に支障を及ぼさないためであった。

### 停車駅
京都駅 - 新大阪駅 - 大阪駅 - 三ノ宮駅 - 神戸駅 - 明石駅 - 加古川駅 - 姫路駅 - 岡山駅 - 阿波池田駅 - 土佐山田駅 - 後免駅 - 高知駅
- このほか、下りは有年駅で20分ほど運転停車して貨物列車を待避、「ムーンライト松山」との増解結のため多度津駅に運転停車していた。
- なお1989年の運転開始当初は、上下列車ともに阿波池田駅は通過していた[5]。

### 使用車両・編成
牽引する機関車は、京都駅 - 岡山駅間がJR西日本の下関車両管理室に所属し関西地区に常駐していたEF65形電気機関車が、岡山駅 - 高知駅間がJR四国の高知運転所に所属するDE10形ディーゼル機関車が使用され、両機関車の所要数を抑えるため、機関車交換を行う岡山駅で上下列車を行き違わせていた。
客車は基本的に、JR四国が団体用車両として改修した12系客車（高知運転所所属）3両編成を使用した。全席グリーン車指定席となっており、そのうちの一両はカーペット車であった。これに、最繁忙期のみ普通車としてJR西日本宮原総合運転所所属の14系座席車が増結された。したがって、普通車が連結されない日には青春18きっぷで利用することができなかった。
座席は原型の簡易リクライニングシートの車両を使用していたが、過去には14系客車の「リゾート&シュプール」車や岡山電車区所属の12系客車も使用されたことがあった。
2009年1月現在の編成は上り下りとも京都側の3両(4－6号車）が松山編成、高知・松山側の3両（1－3号車）が高知編成であった。

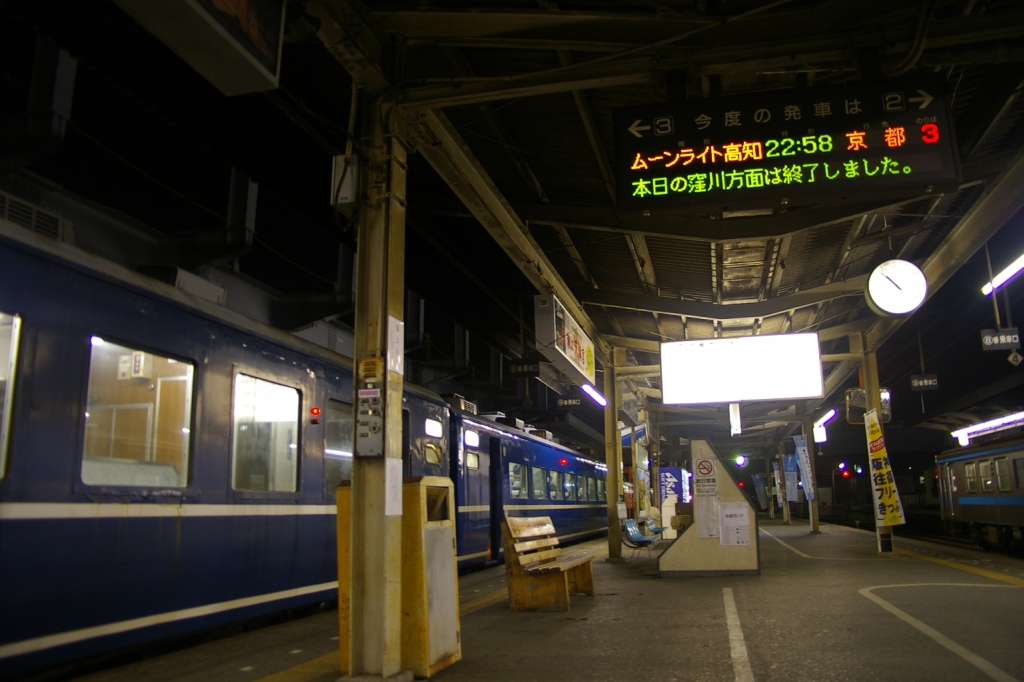
地上駅時代の高知駅で発車を待つムーンライト高知
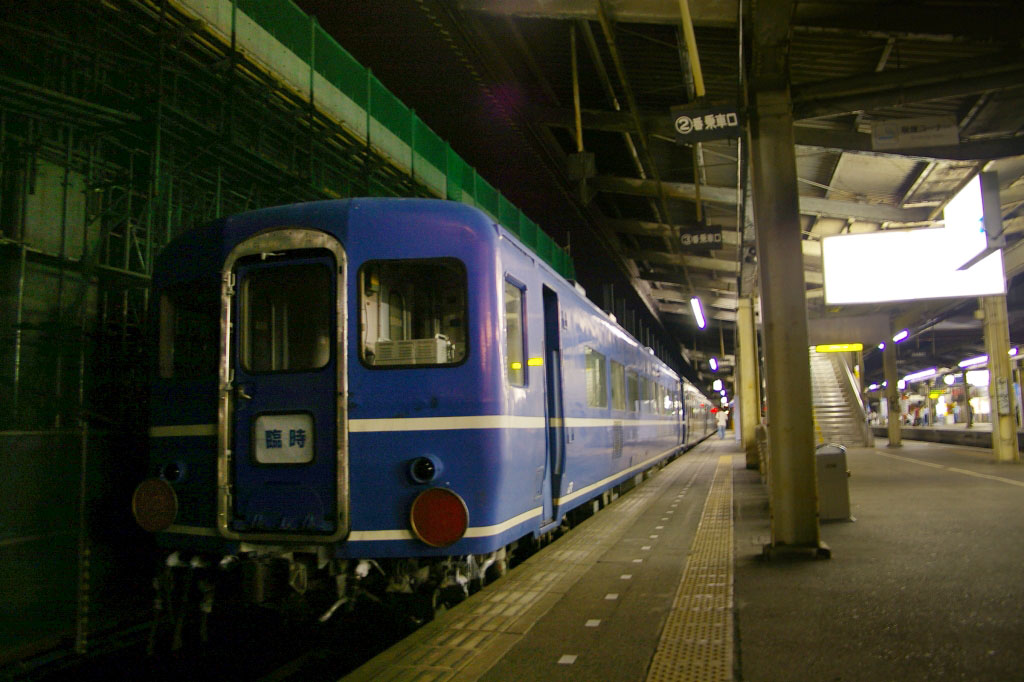
運用には12・14系客車を使用
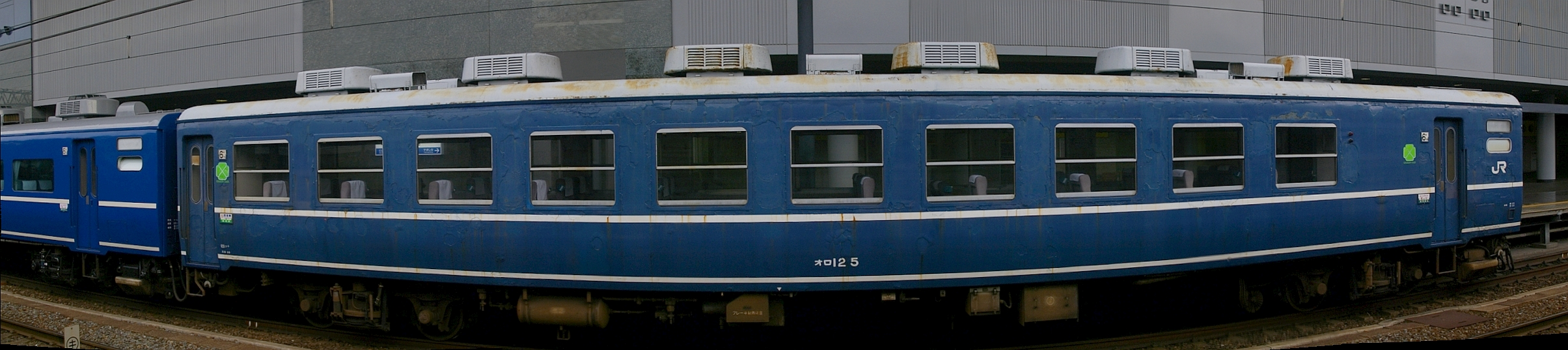
12系客車グリーン車外観（経年劣化で塗装がはげている）
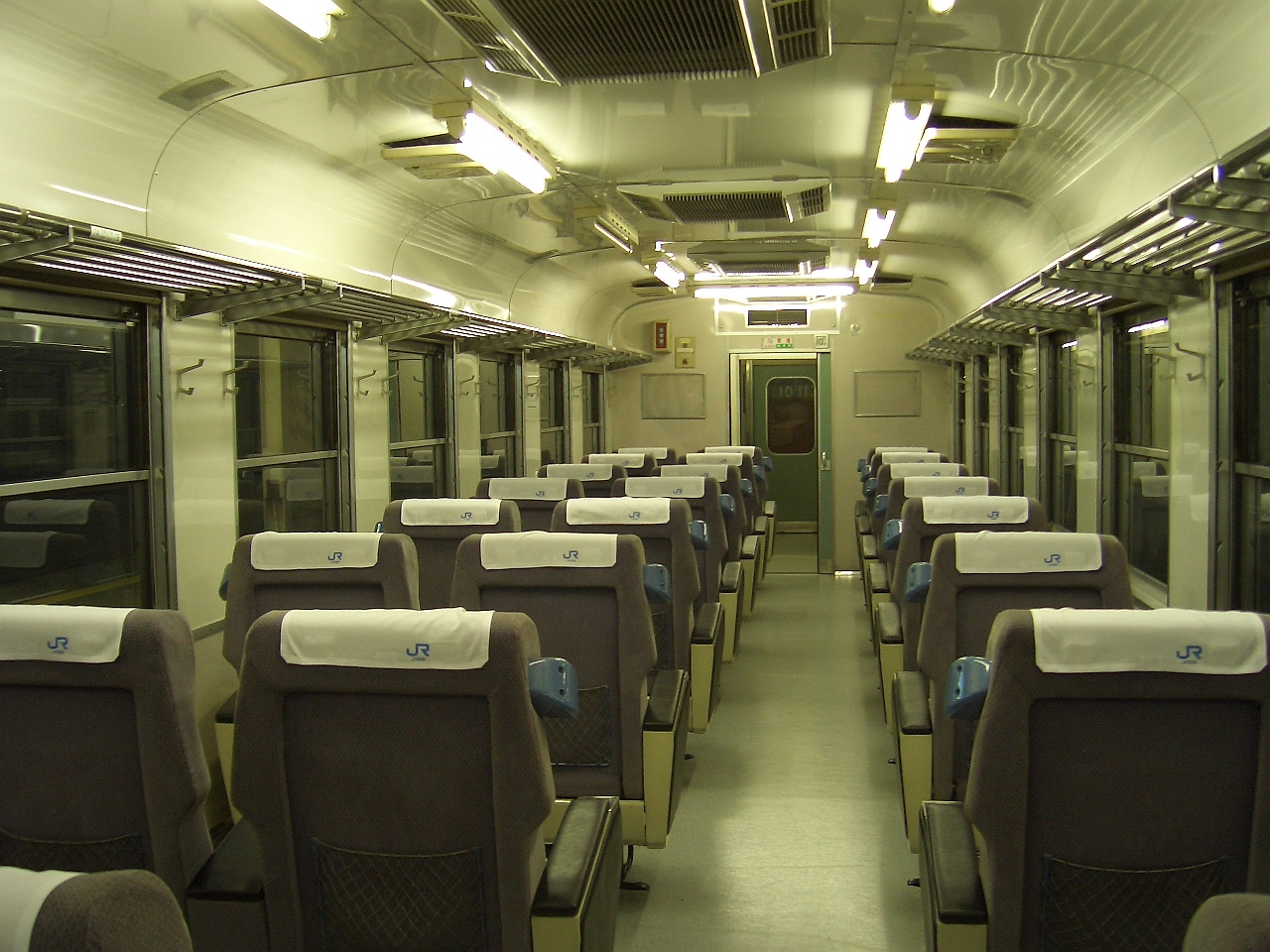
グリーン車（座席車）の車内
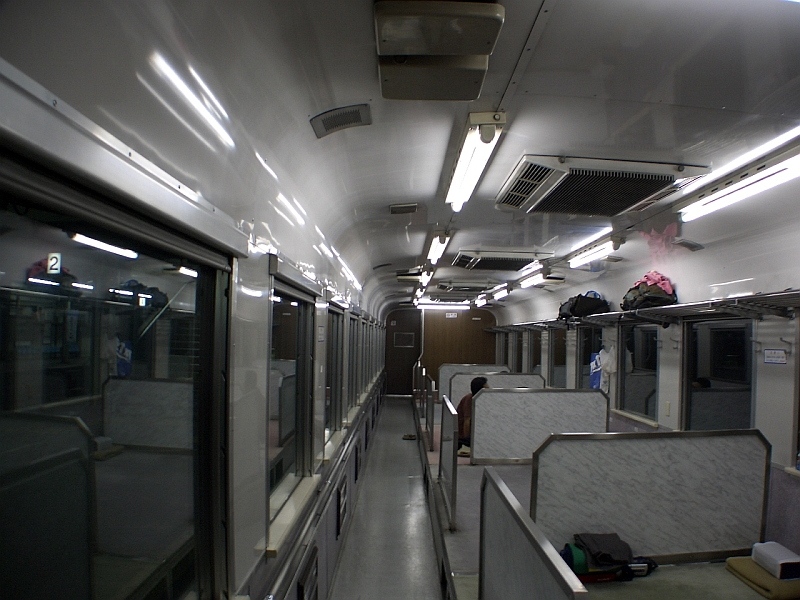
グリーン車（カーペット車）の車内
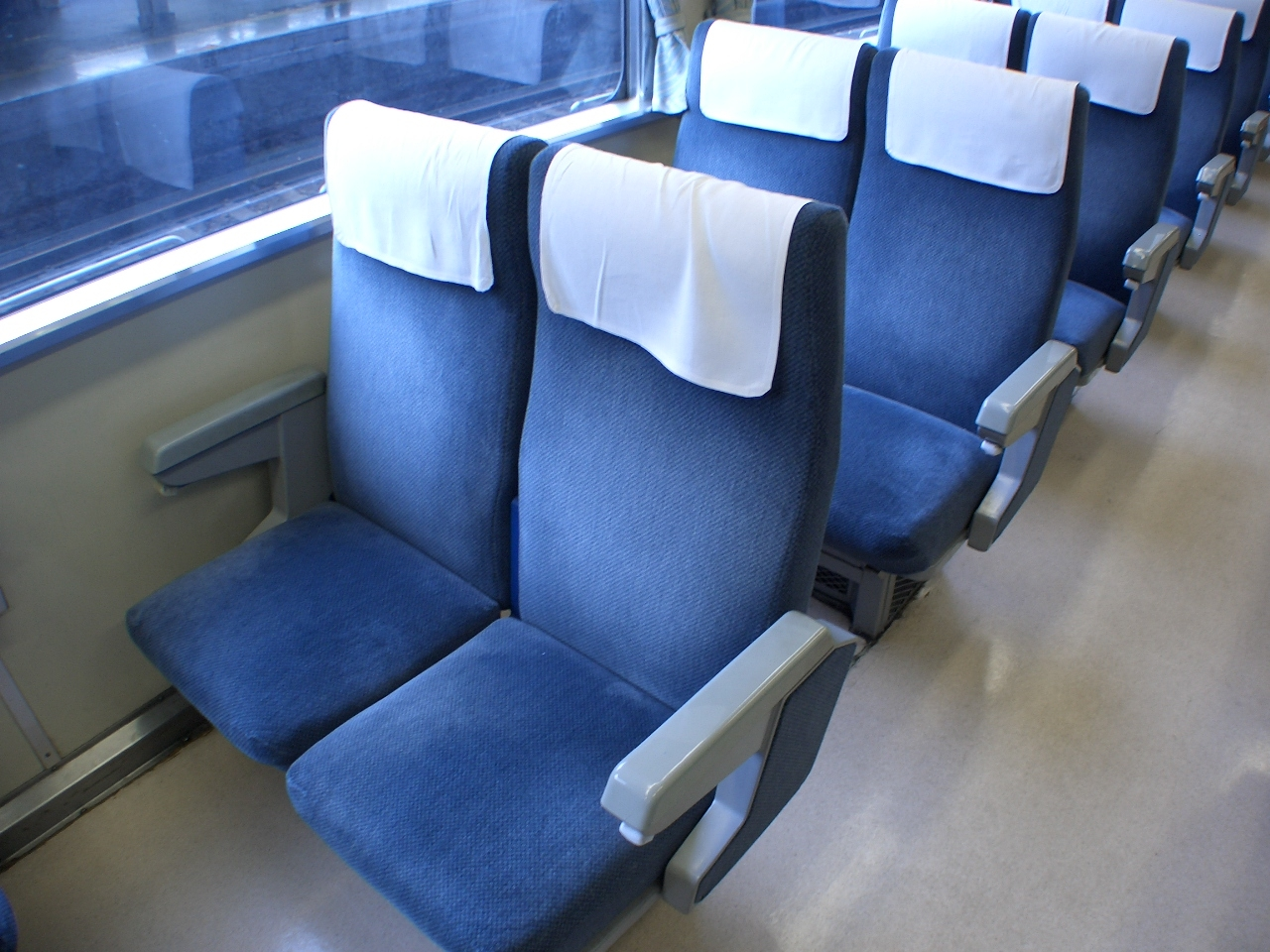
普通車の車内（座席は簡易リクライニングシート）
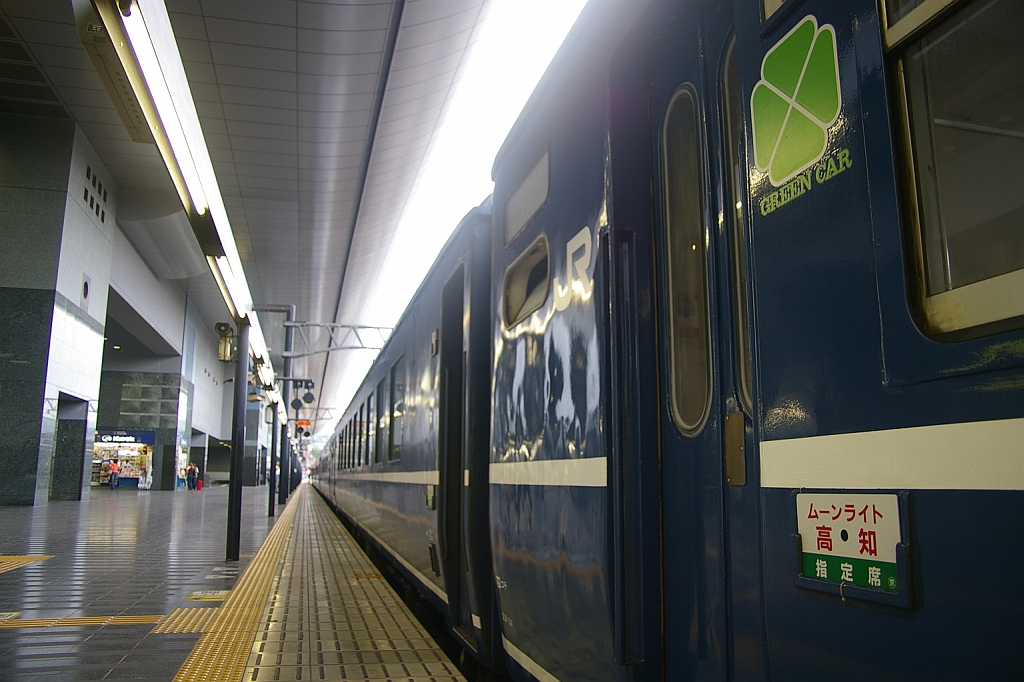
側面サボ

## 沿革
- 1989年（平成元年）
  - 8月1日：運行開始[1]。
  - 8月7日（上りは8月10日）：このときより「ムーンライト山陽」との併結運転を開始。
- 1995年（平成7年）4月：このときより「ムーンライト松山」との併結運転を開始。
- 2009年（平成21年）1月：運転を終了。

## 車両のその後
廃車翌年の2011年にオロ12 6・9、スロフ12 3・6の4両が若桜鉄道に譲渡された。残りのオロ12 5・10は解体されずに高松運転所構内に放置され続けたが、同じく同所に放置されていた14系客車（2015年10月時点で車籍残存）とキロハ186-1（2013年廃車）ともども2015年12月14日に多度津工場に回送され、東武鉄道のSL運転に向けた客車として譲渡された。